# 葉濬
葉濬（?—?），江西省南昌府新建縣人，清朝政治人物、同進士出身。
光緒十八年（1892年），参加光緒壬辰科殿試，登進士三甲104名。同年五月，以主事分部学习。